# Notophthiracarus lionsi
Notophthiracarus lionsi är en kvalsterart som beskrevs av Wojciech Niedbała 1987. Notophthiracarus lionsi ingår i släktet Notophthiracarus och familjen Phthiracaridae. Inga underarter finns listade i Catalogue of Life.